# Universally Speaking
"Universally Speaking" is een lied van de Red Hot Chili Peppers en staat op het album
By The Way uit 2002. Het is de vierde en laatste single van dat album en werd alleen in Europa uitgebracht. In Amerika werd Dosed gelijktijdig uitgebracht als radiosingle.

## Videoclip
In de video is Dave Sheridan te zien, die naar een concert van de Red Hot Chili Peppers gaat. Hij probeert een boek te geven aan zanger Anthony Kiedis, die dat boek had laten liggen in de taxi, wat te zien is in de videoclip van "By The Way". Het titel van het boek is "Lexicon Devil", de biografie van Darby Crash, de frontman van The Germs, een punkband eind jaren 70. De video werd geregisseerd door Dick Rude, die eerder al de videoclip voor Catholic School Girls Rule en de live dvd Off The Map regisseerde.

## Lijst van nummers

### cd-single 1 (2003)
1. Universally Speaking – 4:18
2. By The Way (Acoustic) – 4:59
3. Don't Forget Me (Live) – 5:07

### cd-single 2 (2003)
1. Universally Speaking – 4:20
2. Slowly Deeply (Unreleased) – 2:40
3. Universally Speaking (Video)